# Bernardo Oyarzún
Pour les articles homonymes, voir Oyarzún.
Bernardo Oyarzún, né en 1963 à Los Muermos au Chili, est un artiste contemporain (installations, photographie, vidéo) Mapuche du Chili, qui vit et travaille dans la banlieue de Santiago.

## Biographie
Il est diplômé de la faculté des arts de l'université du Chili en 1988.
En 2017, il a représenté le Chili, au pavillon du Chili, à la 57e Biennale de Venise, avec une œuvre intitulée Werken, qui signifie le messager en mapudungun (commissariat par le paraguayen Ticio Escobar).

## Expositions individuelles
- Funa, Museo de la Memoria y los Derechos Humanos, Santiago, Chili, 2017[3]
- Mitomanías, relatos de la imaginación, Galería Patricia Ready, Santiago, Chili, 2016[4]
- Photo album, Galería Gabriela Mistral, Santiago, Chili, 1999[5]
- Bajo sospecha, Galería Posada del Corregidor, Santiago, Chili, 1998